# 포켓몬스터 스칼렛·바이올렛 제로의 비보
《포켓몬스터 스칼렛·바이올렛 제로의 비보》는 게임 프리크가 개발하고 포켓몬 컴퍼니와 닌텐도가 배급한 2022년 닌텐도 스위치 롤플레잉 비디오 게임 《포켓몬스터 스칼렛·바이올렛》의 다운로드 가능 확장팩이다.
전편 〈벽록의 가면〉과 후편 〈남청의 원반〉 2부로 나눠 출시됐다. 〈벽록의 가면〉은 2023년 9월 13일, 〈남청의 원반〉은 같은 해 12월 14일 발매했다. 주인공이 교환학생으로서 본편의 무대 팔데아지방을 떠나 북신과 하나지방의 블루베리 아카데미를 방문해 겪는 이야기를 그렸다. 확장팩 별도의 새로운 이야기 이외에 본편에 없는 포켓몬들 다수가 추가됐다. 2024년 1월 11일에 본편 및 확장팩의 이야기를 마무리짓는 번외편 〈수슈수슈 패닉〉이 출시됐다.

## 반응

### 벽록의 가면
"벽록의 가면"은 리뷰 애그리게이터 웹사이트 메타크리틱에서 66/100점을 기록해 "복합적 및 평균적인 평가"를 받았다.

### 남청의 원반
"남청의 원반"은 메타크리틱에서 70/100점을 기록해 "복합적 및 평균적인 평가"를 받았다.

## 참조

### 주해
1. ↑  일본어: ポケットモンスター スカーレット・バイオレット ゼロの秘宝, 영어: Pokémon Scarlet and Violet: The Hidden Treasure of Area Zero